# Liste bekannter Karateka

## A
- Abdelaziz, Feryal – Ägypten (* 1999), Olympiasiegerin und Afrikameisterin
- Hidetaka, Abe – Japan (jap. 阿部 秀孝, Abe Hidetaka), Meister des Wadō-Ryū-Karate
- Asato, Ankō – Japan (* 1827; † 1906), Meister des frühen Karate auf Okinawa
- Aghayev, Rafael – Aserbaidschan (* 1985), 4-facher Weltmeister und 10-facher Europameister

## B
- Blanks, Billy – USA (* 1955), US-amerikanischer Kampfsportler, Trainer und Schauspieler
- Ben Salah, Makram – Deutschland (* 1986), Weltmeister 2010 und mehrfacher Deutscher Meister im Karate
- Böden, Uwe – Deutschland (* 1959), deutscher Budōlehrer
- Brachmann, Ralf – Deutschland  (* 1962), mehrfacher Deutscher Meister im Karate
- Busà, Luigi – Italien (* 1987), Olympiasieger, mehrfacher Welt- und Europameister

## C
- Chibana, Chōshin – Japan (* 1885; † 1969), Kobayashi/Shorin-ryū
- Claes, Gilbert – Deutschland/Belgien (* 1962), Pak Loong Kenpo, Weltmeister IKKA 2017, 9. Dan

## D
- Da Costa, Steven – Frankreich (* 1997), Olympiasieger, Welt- und mehrfacher Europameister
- Dietl, Toni – Deutschland (* 1961), Gründer des Karate Kollegium, 7. Dan, Landes- und Bundestrainer DKV bis 2007

## E
- Egami Shigeru – Japan (* 1912; † 1981), Begründer des Shōtōkai ryū und ältester Schüler Funakoshi Gichins.
- Egea, José Manuel – Spanien (* 1964), mehrfacher Europa- und Weltmeister, Jugend-Nationaltrainer Spanien
- Enoeda, Keinosuke – Japan (* 1935; † 2003), Karate-Meister (9. Dan)

## F
- Feitosa, Glaube – Brasilien (* 1973), Kyokushin- und K-1-Kämpfer
- Freier, Ingo – Deutschland (* 1943), Schüler von Mas Oyama und Begründer des Kyokushin Stil in Deutschland
- Funakoshi, Gichin – Japan (* 1868; † 1957), Shōtōkan/Shōtōkai
- Funakoshi, Yoshitaka – Japan, (* 1906; † 1945), dritter Sohn von Gichin Funakoshi
- Fugazza, Carlo – Italien (* 1951), Schüler von Hiroshi Shirai, auch als Lehrer in Deutschland aktiv

## G
- Ganjzadeh, Sajjad – Iran (* 1992), Olympiasieger, mehrfacher Welt- und Asienmeister
- Goranowa, Iwet – Bulgarien (* 2000), Olympiasiegerin
- Gruss, Gilbert – Frankreich (1943–2016), 9. Dan, ehemaliger Karate-Nationaltrainer in Deutschland und Frankreich

## H
- Habersetzer, Roland – Deutschland (* 1942), Experte im Shōtōkan- und Wadō-Ryū-Karate
- Hantzsche, Roland – Deutschland (* 1941), 9. Dan, von 1994 bis 2012 Präsident des Deutschen Karate Verbandes
- Harada, Mitsusuke – Japan (* 1928; † 2021), Schüler von Funakoshi Gichin und Egami Shigeru, Gründer des Karate-Dō Shōtōkai (KDS)
- Hayashi, Teruo – Japan (* 1924; † 2004), Karate-Meister (10. Dan)
- Hess, Sandra – Deutschland (* 1976)
- Hug, Andy – Schweiz (* 1964; † 2000), Gewinner des K-1 World Grand Prix 1996
- Horne, Jonathan – Deutschland (* 1989), World-Games-Sieger 2009 und 2013

## I
- Itosu, Ankō – Japan (* 1831; † 1915), Großmeister

## J
- Jorga, Ilija – Serbien (* 1940), Begründer des Fudokan, ehemaliger Schüler von Taiji Kase, Tesuji Murakami und Hidetaka Nishiyama
- Joachim, Nadine – Deutschland (* 1975) 20-fache Deutsche Meisterin. World Games Siegerin 2005.

## K
- Kagawa, Masao – Japan (* 1955), 9. Dan Shotokan Shuseki Shihan der Japan Karate Shotorenmei, JKS, ehemaliger Schüler von Masatoshi Nakayama Sensei
- Kanazawa, Hirokazu – Japan (* 1931; † 2019), 10. Dan, ehemaliger Schüler von Funakoshi Gichin
- Higaonna, Kanryō – Japan (* 1853; † 1916), Begründer des Karatestiles Shōrei-Ryū
- Kase, Taiji – Japan (* 1929; † 2004), Schüler von Funakoshi Gichin und Hironishi Genshin
- Kiyuna, Ryō – Japan (* 1990), Olympiasieger, mehrfacher Welt- und Asienmeister
- Kono, Teruo – Japan (* 1934; † 2000), 8. Dan Wadō-Ryū Hanshi, Schüler von Ōtsuka Hironori

## L
- Leuci, Antonio – Deutschland (* 1960), 6-facher Deutscher Meister, 3-facher Europa- und Vizeweltmeister
- Lewis, Joe – USA (* 1944; † 2012), World Heavyweight Karate Champion (10. Dan)

## M
- Mabuni, Ken’ei – Japan (* 1918; † 2015), ältester Sohn und Schüler von Mabuni Kenwa
- Mabuni, Kenwa – Japan (* 1890; † 1952), Begründer der Stilrichtung Shitō-Ryū
- Mabuni, Kenzō – Japan (* 1827; † 2005), dritter Sohn und Schüler von Mabuni Kenwa
- Miyagi Chōjun – Japan (* 1888; † 1953), Begründer des Gōjū-Ryū-Karate-Stils
- Mohr, Günter – Deutschland (* 1950), 9. Dan Shōtōkan, ehemaliger Deutscher Karate-Nationaltrainer, Vize-Weltmeister 1977
- Modl, Andreas – Deutschland (* 1961, † 2025), 7. Dan AKS-Karate im DKV, 6. Dan Wado Ryu
- McKay, Pat – Schottland (* 1957), 5-facher Weltmeister, 13-facher schottischer Meister

## N
- Nagai, Akio – Japan (* 1942), 9. Dan, Nationaltrainer des SKID
- Nishimura, Kosei – Japan (1942; † 2007), Meister des Shōrin-Ryū
- Nishimura, Seiji – Japan (* 1956), Wadō-Ryū, Nationaltrainer
- Nishiyama Hidetaka – Japan (* 1928; † 2008), Shōtōkan-Karatemeister
- Nöpel, Fritz – Deutschland (* 1935; † 2020), Saikō Shihan und Begründer des Goju Ryu in Deutschland
- Norris, Chuck – USA (* 1940), Weltmeister im Mittelgewicht 1968, später Filmschauspieler

## O
- Ōtsuka, Hironori – Japan (* 1892; † 1982), Stilrichtungsgründer des Wadō-Ryū, Träger des Ehrentitels Meijin
- Ochi, Hideo – Japan (* 1940), Shōtōkan, Weltmeister 1966 und 1967 in Kumite und Kata, Cheftrainer des DJKB und Chief Instructor der JKA Europe
- Ōyama Masutatsu – Korea/Japan (* 1923; † 1994), Kyokushin
- Otto, Wayne – Großbritannien (* 1966), Weltmeister, Nationaltrainer Norwegen

## P
- Pflüger, Albrecht – Deutschland (* 1941), 9. Dan Shōtōkan (Koshinkan)
- Preković, Jovana – Serbien (* 1996), Olympiasiegerin, Welt- und mehrfache Europameisterin

## R
- Reimer, Heinrich – Deutschland (* 1945), 7. Dan AKS-Karate im DKV und 6. Dan Wadō-Ryū.

## S
- Sánchez, Sandra – Spanien (* 1981), Olympiasiegerin, Welt- und mehrfache Europameisterin
- Shirai, Hiroshi – Japan, (1937–2024), 10. Dan, Schüler von Nishiyama und Kase, Wettkampferfolge in Kumite und Kata, Nationaltrainer in Italien, auch in Deutschland engagiert.
- Sugimura, Koichi – Japan, Schweiz (1940–2020), 8. Dan
- Tatsuo Suzuki – Japan, (1928–2011), Wadō-Ryū, brachte das Wadō-Ryū-Karate nach Europa
- Sascha Schneider – Deutschland, (* 1976), Shotokan, WSKA Weltmeister 1995 + 1999 Team, ESKA Europameister 1996 + 1998 Team. 13× Deutscher Meister.
- Kiyou Shimizu – Japan (* 1993), Olympionikin, mehrfache Welt- und Asienmeisterin im Kata-Einzel

## U
- Unger, Guido – Deutschland (* 1967), Weltmeister der World Shotokan Karate-Do Association 1997

## V
- Van Damme, Jean-Claude – Belgien/USA (* 1960), europäischer Champion im Mittelgewicht, danach Filmkarriere.
- Valdesi, Luca – Italien (* 1979), 5. Dan, 15 Europameister- und 9 Weltmeistertitel
- Voss, Willy – Deutschland (* 1952), mehrfacher deutscher Meister, Europameister, Vize-Weltmeister

## W
- Wiegert, Hans-Peter – Deutschland (* 1962), 5. Dan Shōtōkan, Karate-Weltmeister der WKA 2008 und 2010.
- Wallace, Bill – USA (* 1945), 7-facher Weltmeister der Professional Karate Association (PKA)
- Wichmann, Wolf-Dieter – Deutschland (* 1948), 9. Dan Karate, mehrfacher Vize-Weltmeister

## Y
- Hwa Yaw Chin – Malaysia (* 1954) / Schweiz, 7. Dan Shorin Ryu Seibukan, Schüler von Chin Mok Sung.

## Z
- Zwartjes, Rob – Niederlande (1932–2021) 9. Dan Wado-Ryu, 6. Dan Ryukyu Kobujutsu, 2. Dan Judo.

Siehe auch:
- Karate